# Sveriges fotbollslandslag i VM 1950
Sveriges fotbollslandslag kvalificerade sig för världsmästerskapet 1950 i Brasilien och blev där bronsmedaljör.

## Kvalspel
| Lag     | S | V | O | F | GM | IM | MS | P |
| ------- | - | - | - | - | -- | -- | -- | - |
| Sverige | 2 | 2 | 0 | 0 | 6  | 2  | +4 | 4 |
| Irland  | 4 | 1 | 1 | 2 | 6  | 7  | −1 | 3 |
| Finland | 2 | 0 | 1 | 1 | 1  | 4  | −3 | 1 |

Finland drog sig ur innan kvalspelet var färdigspelat. Sverige kvalificerade sig till VM.

## Sveriges VM-trupp
Denna lista innehåller de spelare som fick speltid under VM-turneringen, samt reservmålvakten Torsten Lindberg.
| Kalle Svensson     | Helsingborgs IF | Målvakt      |
| Lennart Samuelsson | IF Elfsborg     | Högerback    |
| Erik Nilsson       | Malmö FF        | Vänsterback  |
| Sune Andersson     | AIK             | Högerhalv    |
| Knut Nordahl       | IFK Norrköping  | Centerhalv   |
| Ingvar Gärd        | Malmö FF        | Vänsterhalv  |
| Stig Sundqvist     | IFK Norrköping  | Högerytter   |
| Calle Palmér       | Malmö FF        | Högerinner   |
| Hasse Jeppson      | Djurgårdens IF  | Center       |
| Nacka Skoglund     | AIK             | Vänsterinner |
| Stellan Nilsson    | Malmö FF        | Vänsterytter |
| Egon Jönsson       | Malmö FF        | Högerytter   |
| Bror Mellberg      | AIK             | Högerinner   |
| Gunnar Johansson   | GAIS            | Centerhalv   |
| Ingvar Rydell      | Malmö FF        | Center       |
| Torsten Lindberg   | IFK Norrköping  | Målvakt      |
| George Raynor      |                 | Tränare      |

## Sveriges matcher under mästerskapet

### Gruppspel
- Sverige -  Italien 3:2 (2:1)

Stadion: Estádio do Pacaembu (São Paulo)
Åskådare: 50 000
Domare: Lutz (Schweiz)
Mål: 0:1 Carapellese (7.), 1:1 Jeppson (25.), 2:1 Andersson (33.), 3:1 Jeppson (68.), 3:2 Muccinelli (75.)
- Sverige -  Paraguay 2:2 (2:1)

Stadion: Estádio Durival de Britto (Curitiba)
Åskådare: 8 000
Domare: Mitchell (Skottland)
Mål: 1:0 Sundqvist (24.), 2:0 Palmér (26.), 2:1 A. Lopez (32.), 2:2 C. Lopez (89.)
Sverige hamnade i grupp III och lyckades vinna mot senaste världsmästaren Italien med 3:2. Efter ett tidigt mål av Carapellese vände det svenska laget matchen. Som Italiens nackdel anses flygolyckan som drabbade FC Turin ett år innan. Några av de omkomna var landslagsspelare och gick inte att ersätta. Efter en oavgjord match mot Paraguay gick Sverige vidare till finalrunden. Italien vann sedan mot Paraguay.

### Finalrunden
- Brasilien -  Sverige 7:1 (3:0)

Stadion: Maracanã (Rio de Janeiro)
Åskådare: över 138 000
Domare: Ellis (England)
Mål: 1:0 Ademir (17.), 2:0 Ademir (36.), 3:0 Chico (39.), 4:0 Ademir (52.), 5:0 Ademir (58.), 5:1 Andersson (67.), 6:1 Maneca (85.), 7:1 Chico (88.)
- Uruguay -  Sverige 3:2 (1:2)

Stadion: Estádio do Pacaembu (São Paulo)
åskådare: 8 000
Domare: Galeati (Italien)
Mål: 0:1 Palmér (5.), 1:1 Ghiggia (39.), 1:2 Sundqvist (40.), 2:2 Míguez (77.), 3:2 Míguez (85.)
- Sverige -  Spanien 3:1 (2:0)

Stadion: Estádio do Pacaembu (São Paulo)
Åskådare: 11 000
Domare: van der Meer(Nederländerna)
Mål: 1:0 Sundqvist (15.), 2:0 Mellberg (33.), 3:0 Palmér (80.), 3:1 Zarra (82.)
Brasilien visade sig tydlig överlägset och vann mot Sverige med 7:1. Ademir lyckades göra fyra mål mot det svenska laget som hade akuta försvarsproblem. Sveriges enda mål var ett straffmål i den 67:e minuten. Brasilien vann även tydlig mot Spanien (6:1) och det var en överraskning när de förlorade finalen mot Uruguay. Uruguay själv hade tur mot Sverige med ett sent mål som avgjorde matchen. Genom ett 3:1 mot Spanien säkrade Sverige tävlingens bronsmedalj.